# Vlado Adamović
Vlado Adamović (Zenica, 1959) bosanskohercegovački je pravnik. Diplomirao je na Pravnom fakultetu u Sarajevu. Radio je kao sudija Opštinskog suda, Višeg suda te Okružnog vojnog suda u Zenici i zatim kao sudija Vrhovnog suda FBiH. Osnivač je i zamjenik predsjednika Udruženja sudija Federacije BiH, inicijator osnivanja i predavač u Centru za edukaciju sudija i tužilaca FBiH, te predsjednik Komisije za izbor i imenovanje sudija u FBiH. Kao predsjednik Udruženja sudija FBiH vodio je pregovore o načinu ustrojstva sudske vlasti u BiH što je rezultovalo, između ostalog, usvajanjem Zakona o Visokom sudskom i tužilačkom savjetu BiH. Adamović posjeduje bogato iskustvo stečeno kroz rad u raznim evropskim komisijama, uključujući i Konferenciju Evropske komisije za efikasnost pravde (CEPEJ) i Konstitutivni savjet evropskih sudija (CCJE). Za sudiju Suda Bosne i Hercegovine izabran je 28. januara 2003. godine. Godine 2007. sudija Adamović je od Opštinskog suda u Sarajevu osuđen zbog kršenja člana 4 tačka D Zakona o ravnopravnosti polova na uslovnu kaznu od 8 mjeseci zatvora (djelo seksualnog uznemiravanja). Ovo je, inače, u BiH prva presuda na osnovu Zakona o ravnopravnosti polova donesenog 2003. godine. Kako god, u oktobru iste godine, Kantonalni sud u Sarajevu ukinuo je presudu Opštinskog suda Sarajevo, jer navodno Adamović nije bio u nadređenom položaju naspram djevojke koja ga je optužila za seksualno uznemiravanje. Treba napomenuti da takva odredba ne postoji u Zakonu o ravnopravnosti polova BiH. Zbog ove odluke drugostepenog suda su protestovale mnogobrojne nevladine organizacije iz BiH.